# Laneham
Laneham är en ort och civil parish i Storbritannien.   Den ligger i grevskapet Nottinghamshire och riksdelen England, i den sydöstra delen av landet, 200 km norr om huvudstaden London. Laneham ligger 11 meter över havet och antalet invånare är 279.
Terrängen runt Laneham är platt. Runt Laneham är det ganska tätbefolkat, med 160 invånare per kvadratkilometer. Närmaste större samhälle är Lincoln, 18,0 km öster om Laneham. Trakten runt Laneham består till största delen av jordbruksmark.